# Facheiroa braunii
Facheiroa braunii là một loài thực vật có hoa trong họ Cactaceae. Loài này được Esteves mô tả khoa học đầu tiên năm 2004.